# 宫城学院女子短期大学
宫城学院女子短期大学（日语：／ Miyagi Gakuin Joshi Tanki Daigaku *），简称宫学短，是过去一所位于日本宫城县仙台市青叶区的私立短期大学。

## 概要

### 简介
- 学校最早可以追溯到1886年[1][2]。短期大学为于1950年开办[2]、由学校法人宫城学院经营、来源于美国人女传教士[注 3]创立的宫城女学校、由于教育的基础是新教。招生到1999年、停办于2001年[3]。

### 历史
- 1950年 宫城学院女子短期大学成立并同时设置两个学科、以下列举[2]。
  - 家政科
  - 日文科（改编为教养科于1964年。以后招生到于1994年）
- 1955年 保育科成立[2]。
- 1967年 家政科分离为两个专攻、以下列举[3]。
  - 家政专攻
  - 食物营养专攻
- 1989年 国际文化科成立[4]。
- 1999年 招生最后、次年停止招生（正式停办于2001年3月30日[3]）。

## 学校环境
- 校区：在了宫城县仙台市青叶区[注 1]

## 组织

### 学科
- 家政科
  - 家政专攻
  - 食物营养专攻
- 保育科
- 教养科[注 2]
- 国际文化科

### 专科
| - 没有 |

### 业余课程
| - 没有 |

### 附属学校
- 前宫城学院女子短期大学附属幼儿园

## 知名校友
- 胜山海百合 - 小说家
- 阿部俊子 - 日本众议院议员

## 相关链接
- 日本短期大学列表